# 劉慶文

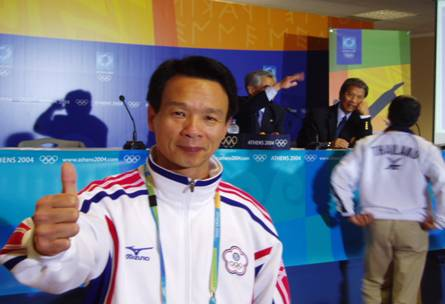

劉慶文 （1952年12月8日—），出生於台灣屏東，為知名跆拳道教練。劉慶文為台灣跆拳道貢獻多年帶回無數獎牌，並以總教練身分帶領中華跆拳道代表隊參加2004年雅典奧運，一舉拿下2金1銀的佳績。這是中華民國自1932年第一次參加奧運，72年來的第一面金牌（陳詩欣）與第二面金牌（朱木炎）。他是中華民國史上第一位，也是目前唯一的一位奧運奪金總教頭。台灣歷年的跆拳道國際賽獎牌，有三分之一左右是由劉慶文領軍所得來的，劉慶文從1989年起數度擔任國家隊教練，為中華民國拿下10面亞奧運金牌。劉慶文於2011年正式卸下國家隊總教練。
目前任職國家運動訓練中心副執行長；台灣跆拳道運動學會副理事長。

## 背景
- 海軍陸戰隊莒拳班第四期
- 世界跆拳道聯盟國際九段
- 世界跆拳道聯盟國際教練
- 世界跆拳道聯盟一級國際裁判

## 經歷
- 1990年台北亞洲杯跆拳道錦標賽國家隊總教練（成績：3金）
- 1991年南斯拉夫世界杯跆拳道國家隊總教練（成績：3金）
- 1992年巴塞隆納奧運跆拳道國家隊總教練（成績：3金）
- 1996年巴西世界杯跆拳道錦標賽國家隊總教練（成績：5金）
- 1997年埃及世界杯跆拳道錦標賽國家隊總教練（成績：2金）
- 1998年德國世界杯跆拳道錦標賽國家隊總教練（成績：2金）
- 1998年曼谷亞運跆拳道國家隊總教練（成績：3金）
- 2003年德國世界跆拳道錦標賽國家隊總教練（成績：2金）
- 2004年希臘雅典奧運跆拳道國家隊總教練（成績：2金1銀）
- 2005年榮獲全國體育運動精英獎最佳教練
- 2007年榮獲體育節精英獎最佳教練獎
- 2009年香港東亞運跆拳道國家隊總教練（成績：2金)
- 2010年美國世界杯跆拳道錦標賽國家隊總教練（成績：5金）
- 2010年大陸廣州亞運跆拳道總教練（成績：2金)
- 2014年加拿大世界盃跆拳道公開賽國家隊總教練 ( 成績 : 5 金)
- 2014年美國世界盃跆拳道公開賽國家隊總教練（成績：3金)
- 2014年韓國仁川亞運跆拳道總教練（成績：1金)

註：以上僅列出金牌。

## 所指導國手名錄
- 黃志雄（現任立法委員）
- 張榮三（現任國立體院總教練）
- 陳怡安（1988年、1992年奧運表演賽金牌）
- 朱木炎、陳詩欣（2004年奧運金牌）
- 吳燕妮、楊淑君、紀淑如（2008年奧運培訓精英選手）